# 拉呂 (餐廳)
拉呂（法語發音：[laʁy]）餐廳於1886年開業，位於法國巴黎第八區皇家路27號。這個店名來自第一任老闆的名字，從1908年到1914年，拉呂曾為愛麗舍宮和法國外交部提供餐飲服務。1919年賣給塞萊斯坦·迪普拉（法語：Célestin Duplat），米其林指南在1933年給予三顆星評鑑，一直維持到1939年第二次世界大戰爆發。
這家餐廳於 1954 年關門。

## 歷史沿革
酒店領班拉呂（Larue）在1886年以自己的名字創業，開設拉呂餐廳在巴黎第八區馬德萊娜教堂的對面，這個地點之前的所有權人為烏茲公爵，1908年愛德華·尼尼翁（法語：Édouard Nignon）和奧克塔夫·沃達布爾合資買下拉呂餐廳，兩年後的1910年，兩位股東之間發生嫌隙，愛德華·尼尼翁以30萬法郎買下另一半股份，1908年到1914年之間，拉呂餐廳為愛麗舍宮和法國外交部提供餐飲服務，直到第一次世界大戰爆發才停止這項服務。
1919年第一次世界大戰的戰後，愛德華·尼尼翁失去了唯一的兒子，於是將拉呂餐廳賣給姻親姪子塞萊斯汀·杜普拉特，愛德華·尼尼翁則退休搬到布列塔尼。1933年-1939年之間，拉呂餐廳獲得米其林三星評鑑，直到第二次世界大戰爆發，糧食配給的政策，使得餐廳經營困難，因此流失許多老主顧。1954年5月1日拉呂餐廳結束營業，塞萊斯汀·杜普拉特時年75歲，他將酒窖當中的藏酒全部拍賣，以此結束了拉呂餐廳的事業。

### 知名顧客
拉呂餐廳在兩次世界大戰之間，是巴黎極為出名的高級餐廳，因此常有貴客川流不息，以下是經常光顧拉呂的貴客：
- 喬治·克里孟梭
- 阿里斯蒂德·白里安
- 歐仁·洛捷（法語：Eugène Lautier）
- 博尼·德·卡斯特拉內（法語：Boni de Castellane）
- 馬塞爾·普魯斯特
- 貝特朗·德·費奈隆（法語：Bertrand de Fénelon）
- 羅貝爾·德·聖盧（法語：Robert de Saint-Loup）
- 阿貝爾·埃爾芒（法語：Abel Hermant）